# Пратапарудра I
Пратапарудра I (тел. మొదటి ప్రతాపరుద్రుడు; д/н–1195) — магараджа Держави Какатіїв в 1157/1158—1195 роках. Також відомий як Рудрадева I та Венкатарая.

## Життєпис
Старший син нріпаті Проли II. Після загибелі батька 1157/1158 року посів трон. Діяв спільно з Біджалою II. магараджею Південних Калачура, проти маграджахіраджи Джагадекамалли III, що в результаті зазнав тяжкої поразки. Він підкорив князівства Медарадзу, Доммараджу, Майлагігоду та Чододаю. Таке посилення спричинило невдоволення Біджали II, якому Пратапарудра I завдав поразки.
1162 року виступив проти Раджендрачоди II, дурджаї Веланаті, якому завдав тяжкої поразки, відвоювавши раніше втрачені землі й взявши реванш за поразку і загибель свого батька. Встановив зверхність над династією Неллора Чода.
1163 року оголосив про незалежність від Західних Чалук'їв, прийнявши титул магараджи. Повернув столицю до Оругаллу. Наказав перевести усі офіційні документи з мови каннада на мову телугу. Продовжив військові кампанії проти Західних Чалук'їв.
У 1185—1186 роках в новій військовій кампанії переміг Гонку III, дурджаї Веланаті, що загинув в одній з битв. Наступник останнього — Прутхвішвара — поступився більшістю володінь та визнав зверхність Какатіїв.

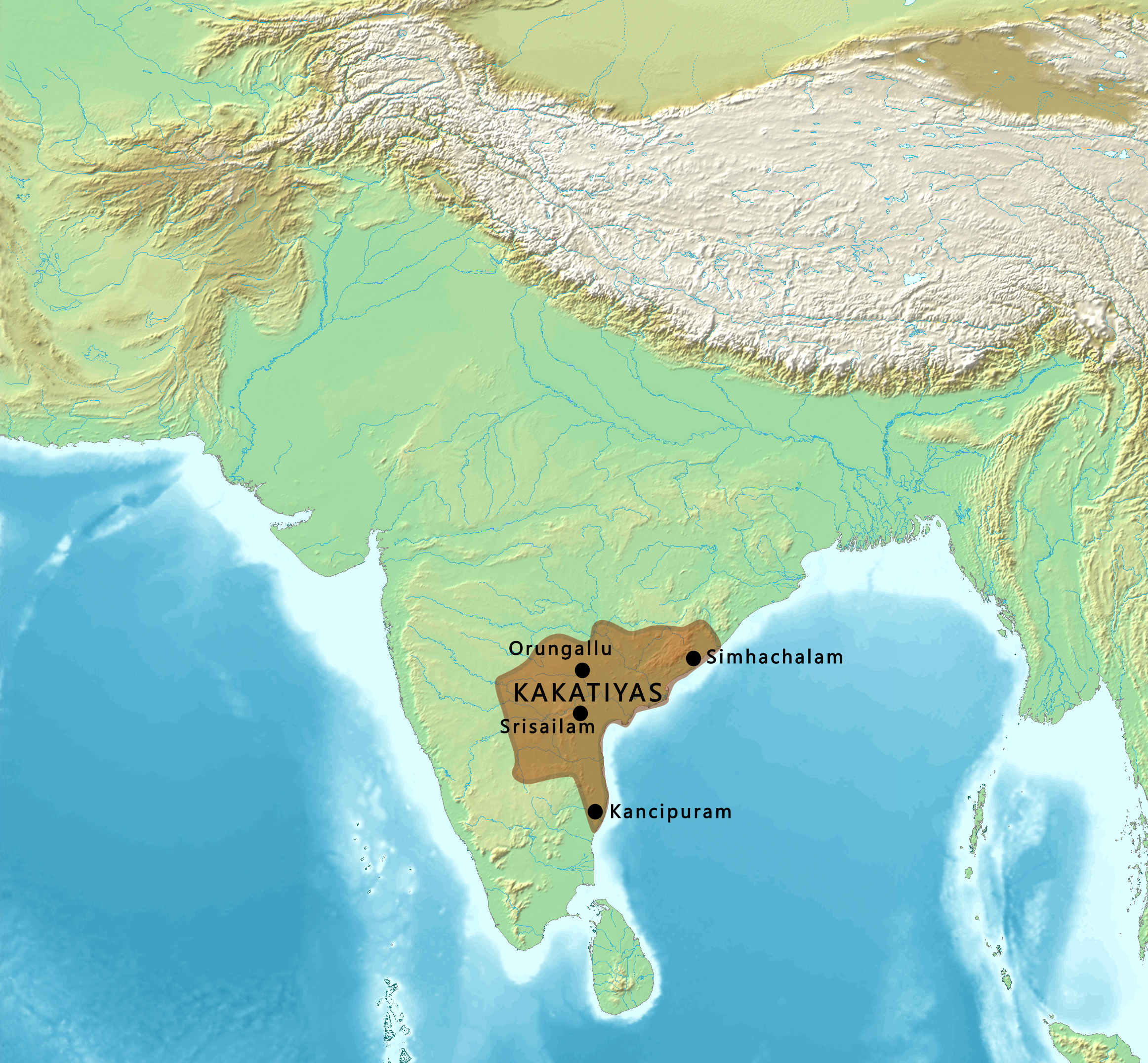
Володіння на 1190 рік

1189 року скористався поразками Бхілами V, чакравартіна держави Сеунів, від Віра Балали II, володаря Держави Хойсалів, захопив східні володіння Сеунів. В результаті держава досягла значного піднесення.
1194 року проти нього виступив Джайтугі, новий чакравартін держави Сеунів, у війні з яким 1195 року Пратапарудра I зазнав поразки й загинув. Йому спадкував брат Махадева.

## Культурна діяльність
Активно підтримував вчених та літераторів, яких перебували в його почті. Пратапарудра I сам був поетом, його також приписують складання трактату про політику «Нітісари». 
Він фундував величний храм «Вейї Стамбхалагуді» (Храм тисячі стовпів) в Анамаконді (Ханумаконді), де було встановлено напис про діяльність цього володаря, що є важливим історичним джерелом.